# قیزیلی
قیزیلی (به لاتین: Kyzylly) یک منطقه مسکونی در جمهوری آذربایجان است که در شهرستان شابران واقع شده است.